# Hữu Ngu
Hữu Ngu (chữ Hán: 有虞) là một bộ lạc cổ đại trong lịch sử Trung Quốc, được ghi nhận tồn tại từ đời Đường Nghiêu đến hết đời nhà Thương. Địa bàn sinh sống của bộ lạc này ước đoán thuộc huyện Vĩnh Tế, tỉnh Sơn Tây (Trung Quốc) ngày nay.